# Urrea de Gaén
Urrea de Gaén est une commune d’Espagne, dans la province de Teruel, communauté autonome d'Aragon comarque de Bajo Martín

## Lieux et monuments

### Tradition
Urrea est une de neuf localités qui font partie de la Route du tambour et de la grosse caisse.